# 维戈尔·林德贝里
维戈尔·林德贝里（瑞典語：Vigor Lindberg，1899年4月26日—1956年4月28日），瑞典男子足球运动员，司职前锋。他曾代表瑞典国家队参加1924年夏季奥林匹克运动会足球比赛，获得一枚铜牌。